# Polsingen
Polsingen là một đô thị tại huyện Weißenburg-Gunzenhausen, bang Bayern, Đức.